# Alessandro Tanara

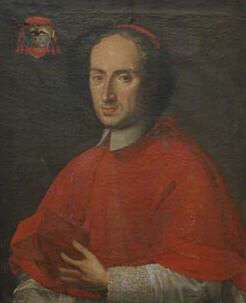
Porträt des Kardinals Alessandro Tanara

Alessandro Tanara (* 14. November 1680 in Bologna; † 29. April 1754 in Rom; auch Alexander Tanarius oder Alessandro Tanari) war ein italienischer Geistlicher und Kardinal der Römischen Kirche.

## Leben

### Herkunft und frühe Jahre
Er entstammte einer Bologneser Patrizierfamilie und war das zweite von vier Kindern des Marchese Franchiotto Tanara, Senator und Gonfaloniere von Bologna, und dessen Ehefrau Vittoria Malvezzi. Sein Großonkel war Kardinal Ulderico Carpegna, sein Onkel war Kardinal Sebastiano Antonio Tanara.
Als Jugendlicher wurde Alessandro Tanara nach Rom geschickt, wo er unter der Obhut des Onkels Kardinal Tanara seinen Studien nachging. Dort lernte er Kardinal Prospero Lambertini, den späteren Papst Benedikt XIV. kennen, der im selben Gebäude residierte. Unter dem Akademienamen Orisbo Boreatico wurde er Mitglied der Accademia dell’Arcadia.

### Kirchliche Laufbahn
Im Oktober 1712 wurde Alessandro Tanara Relator der Kongregation für die Güterverwaltung und die Apostolische Visitation. Im Dezember 1714 wurde er zum Richter an den Gerichtshöfen der Apostolischen Signatur bestellt. Zudem war er Vikar an der Kirche Santa Maria in Via Lata. Im Jahr 1715 erhielt er ein Kanonikat an der Lateranbasilika und wurde dort 1721 Vikar. Ferner war er Sekretär der Konsistorialkongregation. Im September 1733 wurde Alessandro Tanara Auditor der Römischen Rota für Bologna, im Februar 1734 nahm er seinen Platz dort in Besitz. Seine richterlichen Entscheidungen wurden später in zwei Bänden veröffentlicht. Am 24. Oktober 1734 wurde er zum Subdiakon geweiht und empfing am 28. Oktober 1734 die Diakonenweihe. Nachdem er am 18. Februar 1735 zum Sekretär der Kongregation Propaganda Fide ernannt worden war, unterstützte er besonders die Unionsbestrebung koptischer Geistlicher in Ägypten, die schließlich zur Herausbildung der mit Rom unierten Koptisch-katholischen Kirche führte.

### Kardinalat
Papst Benedikt XIV. nahm ihn im Konsistorium vom 9. September 1743 als Kardinaldiakon in das Kardinalskollegium auf. Den roten Hut erhielt Alessandro Tanara am 12. September 1743, und am 23. September desselben Jahres wurde ihm Santa Maria in Aquiro als Titeldiakonie zuerkannt. Er war Mitglied der Kongregation für die Bischöfe und Regularen, der Konzilskongregation, der Kongregation für die Güterverwaltung sowie der Ritenkongregation.
Alessandro Tanara starb am 29. April 1754 gegen 2 Uhr nachmittags in Rom. Sein Leichnam wurde in der römischen Kirche Santa Maria sopra Minerva aufgebahrt, wo auch die Exequien stattfanden. Beigesetzt wurde er in der Kapelle der heiligen Maria Magdalena in ebendieser Kirche.